# National Invitation Tournament
Le National Invitation Tournament (NIT, que l'on pourrait traduire par Tournoi national sur invitation) est un tournoi de basket-ball universitaire américain géré par la National Collegiate Athletic Association. Celle-ci organise deux tournois chaque année : le premier se déroule en novembre (le preseason NIT, fondé en 1985) et l'autre au printemps qui voit les derniers tours joués à New York au Madison Square Garden de 1938 à 2020 et l'édition 2022. 

## Histoire
Le tournoi de post-saison fut créé un an avant le tournoi NCAA. Il y eut à l'origine de nombreuses polémiques pour savoir lequel des deux champions était la meilleure équipe universitaire de basket-ball du pays. Depuis que le tournoi NCAA est devenu beaucoup plus important que le tournoi NIT de post-saison, ce dernier est constitué d'équipes qui n'ont pas réussi à se qualifier pour le tournoi NCAA. C'est la raison pour laquelle, il a été surnommé par certains le Not Invited Tournament (littéralement Tournoi des Non-invités, Tournoi des recalés), ce qui marque bien la dégradation de son statut. 
Depuis les années 1970, les tournois masculins et féminins ont été séparés. Le tournoi féminin comprenait à l'origine huit équipes et avait lieu à Amarillo, au Texas.
Créé par la Metropolitan Basketball Writers Association en 1938, l'organisation du NIT fut transféré deux ans plus tard à un comité d'universités locales, connu tout d'abord sous le nom de Metropolitan Intercollegiate Basketball Committee puis en 1948 sous Metropolitan Intercollegiate Basketball Association (MIBA). Il était formé de représentants de cinq universités de la ville de New York : Fordham University, Manhattan College, New York University, St. John's University et Wagner College,.
À l’origine, toutes les équipes masculines étaient invitées à New York. Les matchs se jouaient dans l'ancien Madison Square Garden (1925) puis de 1968 à 2020 et l'édition 2022 au Madison Square Garden. Afin d'accentuer le caractère national du tournoi, les premiers tours de celui-ci sont disputés depuis 1977 sur les campus. Les dernières années, l'intérêt pour les sports universitaires a diminué dans la région de New York alors que celui pour les sports professionnels s'est accru. Le tournoi NIT est donc moins suivi, les équipes jouant pour une place à la March Madness (65 équipes sont qualifiées pour le tournoi NCAA, le nombre impair est dû à un tour préliminaire qui oppose les deux équipes les plus faibles). En conséquence, les premiers tours du NIT sont désormais joués sur certains campus et seuls les demi-finales et la finale avaient lieu au Madison Square Garden jusqu'en 2022. En 2023, la finale se joua dans l'Orleans Arena à Paradise (Las Vegas).
Le tournoi fut organisé jusqu'en 2005 par la Metropolitan Intercollegiate Basketball Association (MIBA), date à laquelle, la NCAA acheta les droits du tournoi NIT afin mettre fin à des accusations de monopole (sur les tournois de post-saison). À la suite de la vente du tournoi NIT, la MIBA fut dissoute.

## Palmarès du tournoi NIT (masculin)
Le palmarès est le suivant :
- 1938 : Temple
- 1939 : Long Island
- 1940 : Colorado
- 1941 : Long Island
- 1942 : West Virginia
- 1943 : Saint John
- 1944 : Saint John
- 1945 : DePaul
- 1946 : Kentucky
- 1947 : Utah
- 1948 : Saint Louis
- 1949 : San Francisco
- 1950 : City College of New York
- 1951 : BYU
- 1952 : La Salle
- 1953 : Seton Hall
- 1954 : Holy Cross
- 1955 : Duquesne
- 1956 : Louisville
- 1957 : Bradley
- 1958 : Xavier
- 1959 : Saint John
- 1960 : Bradley
- 1961 : Providence
- 1962 : Dayton
- 1963 : Providence
- 1964 : Bradley
- 1965 : Saint John
- 1966 : BYU
- 1967 : Southern Illinois
- 1968 : Dayton
- 1969 : Temple
- 1970 : Marquette
- 1971 : North Carolina
- 1972 : Maryland
- 1973 : Virginia Tech
- 1974 : Purdue
- 1975 : Princeton
- 1976 : Kentucky
- 1977 : Saint Bonaventure
- 1978 : Texas
- 1979 : Indiana
- 1980 : Virginia
- 1981 : Tulsa
- 1982 : Bradley
- 1983 : Fresno State
- 1984 : Michigan
- 1985 : UCLA
- 1986 : Ohio State
- 1987 : Southern Miss
- 1988 : UConn
- 1989 : Saint John
- 1990 : Vanderbilt
- 1991 : Stanford
- 1992 : Virginia
- 1993 : Minnesota
- 1994 : Villanova
- 1995 : Virginia Tech
- 1996 : Nebraska
- 1997 : Vacant[4]
- 1998 :   Vacant[5]
- 1999 : California
- 2000 : Wake Forest
- 2001 : Tulsa
- 2002 : Memphis
- 2003 : Vacant[6]
- 2004 : Michigan
- 2005 : South Carolina
- 2006 : South Carolina
- 2007 : West Virginia
- 2008 : Ohio State
- 2009 : Penn State
- 2010 : Dayton
- 2011 : Wichita State
- 2012 : Stanford
- 2013 : Baylor
- 2014 : Minnesota
- 2015 : Stanford
- 2016 : George Washington
- 2017 : TCU
- 2018 : Penn State
- 2019 : Texas
- 2020 : Annulé (pandémie de Covid-19)
- 2021 : Memphis
- 2022 : Xavier
- 2023 : North Texas
- 2024 : Seton Hall